# Zand van Terstraten
Het Zand van Terstraten is een laag in de ondergrond van Nederlands Zuid-Limburg en het omringende gebied in Duitsland en België. Het Zand van Terstraten is onderdeel van de Formatie van Vaals en stamt uit het Krijt (het Campanien).
Deze kalksteenlaag is vernoemd naar Terstraten.

## Stratigrafie
Normaal gesproken ligt het Zand van Terstraten boven op het oudere Zand van Beusdal en onder het jongere Zand van Benzenrade (beide uit de Formatie van Vaals). Tussen de zandlagen Benzenrade en Terstraten bevindt zich de Horizont van Benzenrade. Tussen de zandlagen Terstraten en Beusdal bevindt zich de Horizont van Terstraten.

## Zand
De typelocatie van het Zand van Terstraten is een holle weg vlakbij grenspaal 6 bij Terstraten in België.